# Cleveland Melvin
Cleveland Hubert Melvin III (Baltimora, 25 giugno 1991) è un cestista statunitense.

## Palmarès
- Coppa di Portogallo: 1

Porto: 2024